# ソニック・アーツ・ユニオン
ソニック・アーツ・ユニオン（Sonic Arts Union）は、1966年から1976年の間に活動した実験音楽家による集団であった。グループの創設メンバーは、ロバート・アシュリー、デヴィッド・バーマン、アルヴィン・ルシエ、ゴードン・ムンマであり、全員がONCEフェスティバルにおけるインストゥルメンタルによるパフォーマンスで一緒に演奏を行っていた。彼らは当初、ソニック・アーツ・グループ (Sonic Arts Group)という名前でツアーを行っていたが、アシュリーの提案によってソニック・アーツ・ユニオンへと名称変更された。
ジョン・ケージとデイヴィッド・チューダーが独自設計による楽器とツアーに成功したことから触発されて、ユニオンはヨーロッパとアメリカをツアーしたが、コントリビューターとなった者が自分で、または必要に応じて他のメンバーの助けを借りて自分の演奏を行うというものだった。いくつかのツアーで、ユニオンはメアリー・アシュリー、久保田成子、メアリー・ルシエ、バーバラ・ロイドを加えて拡大し、彼女たちは自分の作品を提供した。デヴィッド・バーマンによれば、これらの個々の作品を統合する要素となったものは「確立された技術を捨て、音の性質をゼロから処理する」作品を作りたいという願望であったという。

## ディスコグラフィ

### アルバム
- Electric Sound (1972年、Mainstream)